# Йеротей Антулидис
Йеротей (на гръцки: Ιερόθεος, Йеротеос) е гръцки духовник, парамитийски и филятески и сисанийски и сятищки митрополит (1909 - 1920) на Цариградската патриаршия.

## Биография
Роден е със светското име Антулидис (Ανθουλίδης). Завършва Семинарията на Халки в 1899 година. Служи две години като архидякон и проповедник в Ираклийската митрополия, а по-късно е протосингел в Патриаршията в Цариград. На 3 октомври 1906 година е избран за парамитийски и филятески митрополит. На 8 октомври 1906 година е ръкоположен в патриаршеската катедрала „Свети Георги“ в Цариград от патриарх Йоаким III Константинополски в съслужение с митрополитите Атанасий Кизически, Йоаким Пелагонийски, Стефан Митимнийски, Константин Хиоски, Николай Маронийски, Тасоски и Самотракийски и Поликарп Колонийски.
На 30 май 1909 година след постъпки пред Високата порта на каймакама в Парамития и на валията в Игуменица, Йеротей е преместен в Сятища като сисанийски и сятищки митрополит. Йеротеос пристига в Сятища на 6 август.
Умира в Сятища в 1920 година от грип. Погребан е в катедралната църква „Свети Димитър“.